# たっぷ大橋

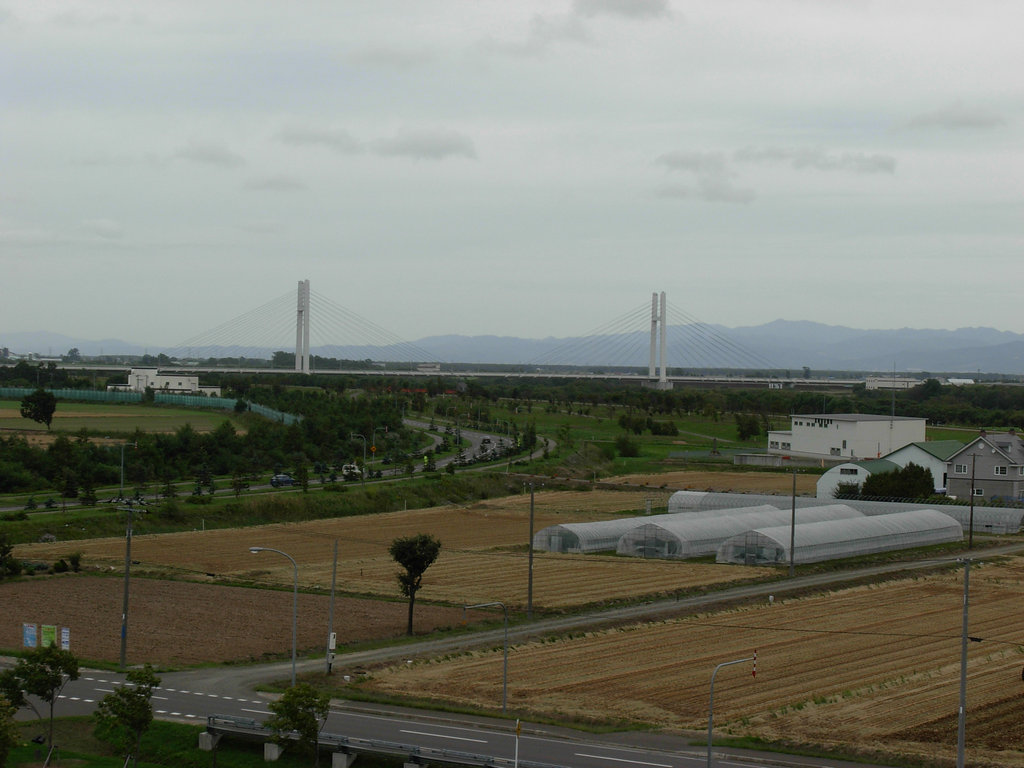
新篠津温泉から見たたっぷ大橋

たっぷ大橋（たっぷおおはし）は、北海道岩見沢市と石狩郡新篠津村の間の石狩川に架かる北海道道81号岩見沢石狩線・北海道道139号江別奈井江線・北海道道1121号月形幌向線（重複）の道路橋。
本項目では、2004年（平成16年）まで同所に架けられていた岩見沢大橋（いわみざわおおはし）についても解説する。

## 橋梁諸元
- 種別 - 鋼道路橋
- 形式 - 3径間連続斜張橋・連続合成桁×7連
- 橋長 - 825.0m
  - 斜張橋部 - 506.0m
- 最大支間
  - 斜張橋部 - 281.0m
  - 合成桁部 - 81.1m
- 幅員 - 9.0m（車道）+3.5m（歩道）
- 鋼重 - 8,991t
- 活荷重 - TL-20・B活荷重
- 完成年度 - 2004年（平成16年）

## 地理
石狩川の河口より数えて7番目に位置する橋であり、上流側にはみらい大橋や月形大橋が、下流側には美原大橋が架かっている。この橋は岩見沢市中心部から石狩市に抜ける最短の道を構成している。

## 歴史

### 岩見沢大橋
1950年代まで石狩川の下流に架かる道路橋はわずかに石狩大橋のみであり、両岸を往来する橋の存在が望まれていた。1947年に砂川町の渡船において事故があったことから、この辺りに橋を架ける要望が出された。要望は認められ、1954年に工事開始、1960年に完成。
当初は長さ400.3m、幅6.0mであったが、石狩川の整備に伴い1964年に210.0mの延伸を行い、1968年にも210.0mの延伸を行っている。

### たっぷ大橋
交通量増加や老朽化に伴い、周辺の道路を同時に付け替える形で工事を始めた。まず2000年1月31日にたっぷ大橋に接続する橋が供用開始され、本体の橋は2000年3月に工事開始、2004年9月29日開通。岩見沢大橋老朽化による架替工事に伴い、両岸の新篠津村と北村（現岩見沢市の一部）により橋梁名の一般公募がなされ、現在の橋梁名となった。

## 周辺
- 新篠津村役場
- 新篠津村運動公園
- 新篠津村立新篠津小学校
- 新篠津村立新篠津中学校
- 北海道新篠津高等養護学校
- しのつ湖（三日月湖）

座標: 北緯43度13分23.1秒 東経141度39分42.8秒 / 北緯43.223083度 東経141.661889度